# Tullio Levi-Civita

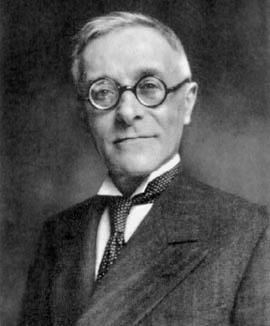
Levi-Civita 1930

Tullio Levi-Civita (* 29. März 1873 in Padua; † 29. Dezember 1941 in Rom) war ein italienischer Mathematiker und Physiker.

## Leben
Levi-Civita wurde als Sohn von Bice Lattes und Giacomo Levi-Civita (1846–1922), Rechtsanwalt und ehemaliger Senator, in einer italienisch-jüdischen Familie in Padua geboren. Er studierte an der mathematischen Fakultät der Universität Padua. Seine Lehrer waren die Mathematiker Ernesto Padova (1845–1896) und Gregorio Ricci-Curbastro (1853–1925). Bei Letzterem promovierte er 1893. 1894 erhielt Levi-Civita das Lehrdiplom und wurde in den Lehrkörper der naturwissenschaftlichen Fakultät der Universität Pavia aufgenommen. Im Alter von nur 25 Jahren wurde er 1898 auf den Lehrstuhl für theoretische Mechanik in Padua berufen, der nach dem Tod von Ernesto Padova vakant geworden war. Im Jahr 1914 heiratete er die 24-jährige Libera Trevisani, eine seiner Schülerinnen.
Levi-Civita blieb bis 1918 in Padua und wurde dann auf den Lehrstuhl für Höhere Analysis an der Universität Rom berufen. Zwei Jahre später übernahm er dort den Lehrstuhl für Mechanik. Im Jahr 1923 veröffentlichte er zusammen mit dem Mathematiker Ugo Amaldi (1875–1957) die Lektionen in Theoretischer Mechanik.
Sein Lehrer und Freund Ricci-Curbastro starb 1925, kurz nachdem Benito Mussolini Italien in eine faschistische Diktatur verwandelt hatte. Levi-Civita unterzeichnete das Manifest der antifaschistischen Intellektuellen des Philosophen und Politikers Benedetto Croce (1866–1952), das am 1. Mai 1925 in den Zeitungen Il Mondo und Il Popolo erschienen war. Er lehrte weiter in Rom, bis die im Sommer 1938 erlassenen faschistischen Rassengesetze jüdischen Schülern den Besuch öffentlicher Schulen und Universitäten untersagten. Jüdische Autoren durften nicht mehr unter ihrem eigenen Namen publizieren. Levi-Civita erhielt Berufsverbot und starb nur drei Jahre später. Seine beeindruckende Bibliothek mathematischer und physikalischer Bücher, weit über 3000 Bände, schenkte seine Witwe, Libera Trevisani Levi-Civita, nach dem Ende des Zweiten Weltkriegs der Accademia Nazionale dei Lincei, der nationalen Akademie der Wissenschaften Italiens.

## Wissenschaftliches Werk
Ricci-Curbastro und Levi-Civita widmeten sich in ihren nach 1900 veröffentlichten Arbeiten der Tensoranalysis und schufen damit die mathematischen Grundlagen für Albert Einsteins Allgemeine Relativitätstheorie von 1915, die Levi-Civita später selbst in Italien verbreitete. Levi-Civita erfand die kovariante Ableitung und machte mit seinem Buch Lezioni di calcolo differenziale assoluto von 1925 die Tensoranalysis einem breiteren Fachpublikum zugänglich. In diesem Zusammenhang wurde der Levi-Civita-Tensor nach ihm benannt. Auch den De-Sitter-Raum führte er unabhängig von Willem de Sitter ein. Er beschäftigte sich auch ausgiebig mit dem Dreikörperproblem. 1931 schrieb er ein Buch über gewöhnliche und partielle Differentialgleichungen. Ferner erfand er den Levi-Civita-Körper.
Im Jahr 1906 wurde er zum Mitglied der Leopoldina gewählt, 1917 in die American Academy of Arts and Sciences. Seit 1904 war er korrespondierendes und seit 1934 Ehrenmitglied der Russischen Akademie der Wissenschaften. 1911 wurde er korrespondierendes Mitglied der Académie des sciences. 1921 wurde er zum korrespondierenden Mitglied der Göttinger Akademie der Wissenschaften gewählt.  Die Royal Society verlieh ihm 1922 die Sylvester-Medaille und nahm ihn 1930 als Foreign Member auf. Der Académie royale des Sciences, des Lettres et des Beaux-Arts de Belgique gehörte er seit Dezember 1932 als assoziiertes Mitglied an. Seit 1923 war er Ehrenmitglied (Honorary Fellow) der Royal Society of Edinburgh. 1924 wurde er Ehrenmitglied der London Mathematical Society. Der Asteroid (12473) Levi-Civita und der Mondkrater Levi-Civita sind nach ihm benannt.
Der Mathematiker Dirk Struik erinnerte sich, dass Einstein auf die Frage, was ihm an Italien am besten gefallen habe, geantwortet hat: „Spaghetti und Levi-Civita“.
Siehe auch: Levi-Civita-Zusammenhang

## Schriften (Auswahl)
- Tullio Levi-Civita, Aldabert Duschek: Der Absolute Differentialkalkül und seine Anwendungen in Geometrie und Physik. Springer Berlin Heidelberg, Berlin, Heidelberg 1928, ISBN 3-662-24349-0 (XI, 310 S., eingeschränkte Vorschau in der Google-Buchsuche – Italienisches Original: Lezioni di calcolo differenziale assoluto, 1925, Roma, Alberto Stock Editore).

- Tullio Levi-Civita: Fragen der klassischen und relativistischen Mechanik: 4 Vorträge. J. Springer, Berlin 1924 (VI, 110 S., Herausgegeben von Paul Hertz, H. Kneser und Alexander M. Ostrowski. Reprint 1973).

- Tullio Levi-Civita: Opere matematiche. 5 Bände, Bologna 1954 bis 1970